# سال عروس دریایی
سال عروس دریایی (به انگلیسی: Year of the Jellyfish) فیلمی محصول سال ۱۹۸۴ و به کارگردانی کریستوفر فرانک است. در این فیلم بازیگرانی همچون برنار ژیرودو، والری کاپریسکی، کارولین سلیه، ژاک پرن، بئاتریس آجنین و امانوئل سنیه ایفای نقش کرده‌اند.